# عبدالباقی گلپنارلی
عبدالباقی گولپینارلی (۱۹۰۰–۱۹۸۲) استاد دانشگاه و پژوهشگر ادبیات و خلیفه فرقه مولویه اهل ترکیه بود.
پدر او احمد مدحت افندی، معروف به احمد آگاه، اهل گول‌بولاق در اطراف گنجه، و مادرش عالیه شهرت خانم، اهل قفقاز بودند. پدرش که خود روزنامه‌نگار و مشهور به «شیخ‌المخبرین» بود به بورسا مهاجرت کرد و سپس در استانبول ساکن شد. عبدالباقی در استانبول به دنیا آمد.
عربی و فارسی را نزد پدر آموخت و تحصیلات مقدماتی خود را در استامبول انجام داد. سپس به دانشکده ادبیات در دارالفنون استامبول رفت و در ۱۹۳۰ لیسانس گرفت. مدتی در مدارس شهرهای مختلف ترکیه درس داد و بعد برای دوره دکتری به دانشگاه آنکارا رفت. رساله دکتری او «زندگانی یونس امره» بود. چندی در دانشگاه آنکارا تدریس کرد و پس از آن در دانشگاه استامبول به تدریس پرداخت.
در ۱۹۴۹ شهرت خود را از گول‌بولاقی به گولپینارلی تغییر داد.

## بزرگداشت او در ایران
در تاریخ ۴ و ۵ تیر ۱۳۸۶ همایش بزرگداشت گولپینارلی با همکاری کتابخانه دانشگاه تهران در سالن ابن سینا برگزار شد. این همایش که در آن خانم آسین چلبی (بیست و دومین نسل از فرزندان مولوی) نیز شرکت داشت، بمناسبت هشتصدمین سالروز ولادت مولوی برگزار شده بود.

## آثار
- ملامتیه و ملامتیان
- زندگانی واشعار کایغوسوز و یزه لی علاءالدّین
- زندگانی یونس امره
- اشعار عاشق پاشا
- تنسوق نامهٔ ایلخانی در فنون و علوم ختایی
- ترجمهٔ صحت و مرض
- یونس امره و عاشق پادشا و باطنی بودن یونس
- پیرسلطان ابدال
- ترجمهٔ مثنوی
- ترجمهٔ دیوان حافظ
- ترجمهٔ گلشن راز
- ترجمهٔ منطق الطیر
- در بیان ادبیات دیوانی
- منتخبی از رباعیات مولانا
- ترجمهٔ الهی نامه
- دیوان یونس امره
- دیوان فضولی
- دیوان ندیم
- اهل فتوت در سرزمین‌های اسلامی ترک و منابع مربوط بدانان
- زندگی و شخصیت ادبی یونس امره و منتخبی از اشعار او
- مولانا
- فتوت نامهٔ بورغازی
- نائلی قدیم
- نسیمی، روحی و اصولی
- پیر سلطان ابدال
- شیخ غالب
- مولویه بعد از مولانا
- رباعیات حکیم خیام
- شعر دیوانی در قرون ۱۶–۱۵
- شعر دیوانی در قرن ۱۷
- دیوان حافظ (ترجمه منتخب غزلیات)
- گلدسته (ترجمه اشعار منتخب از دیوان کبیر)
- شعر دیوانی در قرن ۱۸
- شعر دیوانی در قرن ۱۹
- شعر دیوانی در قرن ۲۰
- قرآن کریم و مفهوم آن
- ترجمهٔ دیوان کبیر
- حضرت محمد و احادیث او
- ولایت نامهٔ حاجی بکتاش ولی
- فرمایش‌ها امام علی
- دوازده امام، آنکارا
- آداب و ارکان طریقت مولوی
- رباعیات مولانا جلال الدّین
- مذاهب و طرایق موجود در ترکیه در ۱۰۰ پرسش
- تصوف در ۱۰۰ پرسش
- فهرست نسخه‌های خطی موزه مولانا
- فهرست نسخه‌های خطی متون حروفیان
- اصطلاحات و امثالی که از تصوف به زبان ترکی راه یافته
- شرح مثنوی
- مذاهب اسلامی در پهنهٔ تاریخ و تشیع[۲]